# SV 09 Hofheim
Der SV 09 Hofheim ist ein Fußballverein aus Hofheim, der 1909 gegründet wurde. 2009 feierte er sein hundertjähriges Bestehen.

## Geschichte
Der Verein entstand in seiner heutigen Form im Jahr 1910, als sich zwei Hofheimer Vereine zusammenschlossen. Der daran beteiligte Sportverein wurde bereits 1909 gegründet, darauf bezieht sich auch der Name. 1914 bis 1918 ruhte der Spielbetrieb, wie auch 1939 bis 1945, da die Aktiven zum Kriegsdienst eingezogen waren. Der erste Erfolg, den der Verein verbuchen konnte, gelang ihm 1929 mit dem Gewinn der A-Klassen-Meisterschaft. Im Jahr 1961 erfolgte schließlich der Aufstieg in die 2. Amateurliga. Zwischen 1969 und 1973 spielte man in der drittklassigen Amateurliga Hessen. 1973 stieg man ab, nachdem man dem punktgleichen VfR Groß-Gerau im zweiten Entscheidungsspiel mit 0:3 unterlag (das erste Entscheidungsspiel endete 3:3 n. V.).

## Personelles

### Trainer
- 2006/2007 Volker Haas (im Februar 2007 zurückgetreten)
- 02/2007 bis 06/2007 Jochen Gerstberger (Interimstrainer)
- 07/2008 bis 10/2011 Mario Jung
- 11/2011 bis 04/2012 Reinhard Rottenau (im April 2012 zurückgetreten)
- 04/2012 bis 06/2012 Thomas Glittenberg (Interimstrainer)
- 2012/2013 Pascale König (im Mai 2013 entlassen)
- Mai 2013 Oliver Dziuba (Interimstrainer)
- 07/2013 bis 12/2016 Edwin „Ede“ Partenheimer
- 01/2017 bis 12/2017 Turgut Erdogan
- 01/2018 bis 12/2018 Özcan Kara
- 01/2019 bis 2020 Pascal Esche
- 08/2020 bis 2023 Edwin „Ede“ Partenheimer
- seit 2023 bis Heute Marko Pfob

## Aktuell
Aktuell spielt der SV 09 Hofheim in der Kreisliga A Main-Taunus.